# Little Shop of Horrors
Little Shop of Horrors (Brasil: A Pequena Loja dos Horrores / Portugal: A Lojinha dos Horrores) é um filme norte-americano de 1986, dos gêneros comédia musical e humor negro, dirigido por Frank Oz, que procurou ser o mais fiel possível ao original de um filme do mesmo nome de 1960, do diretor cult Roger Corman.

## Sinopse
Os negócios vão muito mal na pequena floricultura Mushnik quando Seymour mostra uma exótica planta, a qual ele deu o nome de Audrey II, para seu chefe. A pequena planta começa a atrair muitos clientes, curiosos com a exótica planta. O que o pobre Seymour não sabia era do que ela se alimentava, é ai que começam os problemas pois ele se vê cada vez mais envolvido em cuidar da planta que lhe trouxe muito sucesso mas também muito terror.

## Elenco
- Rick Moranis — Seymour Krelborn
- Ellen Greene — Audrey
- Vincent Gardenia — sr. Mushnik
- Steve Martin — Orin Scrivello
- Tichina Arnold .... Crystal
- Michelle Weeks — Ronette
- Tisha Campbell-Martin ...  Chiffon
- Levi Stubbs — Audrey II (voz)
- James Belushi — Patrick Martin
- John Candy — Wink Wilkinson
- Christopher Guest — cliente nº 1
- Bill Murray — Arthur Denton

## Principais prêmios e indicações
Oscar 1987 (EUA)
- Indicado aos prêmios de Melhores Efeitos Visuais e Melhor Música[2]

Globo de Ouro 1987 (EUA)
- Indicado aos prêmios de Melhor Filme - Comédia / Musical e Melhor Trilha Sonora

BAFTA 1988 (Reino Unido)
- Indicado na categoria de Melhores Efeitos Especiais.

Prêmio Saturno 1987 (Academy of Science Fiction, Fantasy & Horror Films, EUA)
- Venceu na categoria de Melhor Música.
- Indicado nas categorias de Melhor Filme de Horror, Melhor Figurino, Melhor Roteiro e Melhores Efeitos Especiais.

## Crítica
O filme tem aclamação pela crítica profissional. Com a pontuação de 90% baseada em 40 avaliações, o Rotten Tomatoes chegou ao consenso: "Remixing B-filme de Roger Corman por meio do  musical da Broadway, Little Shop of Horrors oferece acampamento, horror e melodias cativantes, em igual medida - além de algumas participações especiais inspirados pelos gostos de Steve Martin e Bill Murray".